# Heracleó (gnòstic)
Heracleó va ser un mestre gnòstic que va viure a mitjans del segle ii, seguidor de les idees herètiques de Valentí, que va propagar principalment a Sicília.
Epifani diu que va afegir als errors dels valentinians els seus propis errors. Heracleó afirmava que Déu no era el creador i distingia dos mons, un de corpori i visible i un altre d'espiritual i invisible. Déu hauria creat només aquest últim món. Climent d'Alexandria explica que Heracleó era "el més il·lustre representant de l'escola de Valentí" i cita els comentaris que aquest va fer sobre l'Evangeli de Lluc (concretament a Lluc 12, 8-9) i sobre l'Evangeli de Mateu (Mateu 10, 32). Orígenes diu que va ser l'home de confiança de Valentí, i reprodueix molts comentaris que va fer Heracleó a l'Evangeli de Joan al seu llibre In Joannem Commentarium. Ireneu de Lió només esmenta el seu nom, sense dir-ne res més.